# Équipe de France junior de basket-ball
L'équipe de France de basket-ball des 18 ans et moins est la sélection des meilleurs joueurs français de 18 ans et moins. Elle est placée sous l'égide de la Fédération Française de Basket-Ball. Le terme 18 ans et moins a remplacé la catégorie Junior.

## Palmarès
- Médaille d'or championnat d'Europe 1992
- Médaille d'or championnat d'Europe 2000
- Médaille d'or championnat d'Europe 2006
- Médaille d'argent championnat d'Europe 1964
- Médaille d'argent championnat d'Europe 1996
- Médaille d'argent championnat d'Europe 2009
- Médaille de bronze championnat d'Europe 2004

## Parcours aux Championnats d'Europe
- 1964 : 2e
- 1966 : 7e
- 1968 : non qualifiée
- 1970 : non qualifiée
- 1972 : 6e
- 1974 : 8e
- 1976 : non qualifiée
- 1978 : 9e
- 1980 : 12e
- 1982 : 10e
- 1984 : non qualifiée
- 1986 : 10e
- 1988 : non qualifiée
- 1990 : 7e
- 1992 : 1er
- 1994 : 5e
- 1996 : 2e
- 1998 : 10e
- 2000 : 1er
- 2002 : 7e
- 2004 : 3e
- 2005 : 6e
- 2006 : 1er
- 2007 : 6e
- 2008 : 4e
- 2009 : 2e

## Composition des équipes championnes d'Europe

### 1992
- Olivier Saint-Jean
- Grégory Avenet
- Yann Barbitch
- Rémi Bousquet
- Laurent Foirest
- Philippe Giralt
- Cyril Julian
- David Lesmond
- Anthony Mallor
- Franck Mériguet
- Étienne Rayton
- Laurent Sciarra
- Philippe von Buschwaldt
- Entraîneur : Jean-Pierre de Vincenzi

### 2000
Les cinq titulaires étaient Tony Parker, Boris Diaw, Mickaël Piétrus, Yakhouba Diawara et Guillaume Yango.
- Ronny Turiaf
- Robert Michalski
- Guillaume Szasczack
- Gaëtan Müller
- Mickaël Piétrus
- David Frappreau
- Tony Parker
- Guillaume Yango
- Vincent Mouillard
- Yakhouba Diawara
- Boris Diaw
- Noël Nijean
- Entraîneur : Pierre Vincent

### 2006
- Alexis Ajinca
- Jessie Begarin
- Frens Johwe Casseus
- Nicolas Batum
- Edwin Jackson
- Antoine Diot
- Benoît Mangin
- Abdoulaye M'Baye
- Adrian Moerman
- Kim Tillie
- Ludovic Vaty
- Olivier Romain
- Entraîneur : Richard Billant